# Dihammaphora
Dihammaphora är ett släkte av skalbaggar. Dihammaphora ingår i familjen långhorningar.

## Dottertaxa tillDihammaphora, i alfabetisk ordning[1]
- Dihammaphora aepytus
- Dihammaphora arnaui
- Dihammaphora auratopilosa
- Dihammaphora auricollis
- Dihammaphora aurovittata
- Dihammaphora binodula
- Dihammaphora bivittata
- Dihammaphora bivitticollis
- Dihammaphora brevis
- Dihammaphora bruchi
- Dihammaphora chaquensis
- Dihammaphora chontalensis
- Dihammaphora cylindricollis
- Dihammaphora dispar
- Dihammaphora glabripennis
- Dihammaphora gracicollis
- Dihammaphora gutticollis
- Dihammaphora hispida
- Dihammaphora ibirajarai
- Dihammaphora laterilineata
- Dihammaphora lineigera
- Dihammaphora marginicollis
- Dihammaphora meissneri
- Dihammaphora minuta
- Dihammaphora nigrita
- Dihammaphora nigrovittata
- Dihammaphora nitidicollis
- Dihammaphora parana
- Dihammaphora perforata
- Dihammaphora peruviana
- Dihammaphora pilosifrons
- Dihammaphora pusilla
- Dihammaphora ruficollis
- Dihammaphora scutata
- Dihammaphora signaticollis
- Dihammaphora vittatithorax